# Награда Љубинка Бобић

Награда Љубинка Бобић је добила име по глумици Љубинки Бобић. Установљена је 2005. године од стране Удружења драмских уметника Србије. Награда се додељује бијенално за најбоље глумачко остварење у области комедије. Састоји се од плакете у бронзи са ликом Љубинке Бобић (рад академског вајара Марине Нићифоровић), уникатне дипломе на пергаменту (рад академског сликара и вајара Герослава Зарића) и новчаног износа.

## Списак добитника
1. Јелисавета Сека Саблић, за улогу Мајке Даре у комаду Свињски отац Александра Поповића, у режији Егона Савина и у продукцији Крушевачког позоришта (за период 1.9.2003-30.6.2005);
2. За период 1.7.2005-31.08.2007. - награда није додељена;
3. Анита Манчић, за улогу Дорине у представи Тартиф Ж. Б. П. Молијера, у режији Егона Савина и у продукцији Југословенског драмског позоришта (за период 1.9.2007-1.8.2009)[1];
4. Данијел Сич, за улогу Аграда у представи Све о мојој мајци Педра Алмодовара, у режији Ђурђе Тешић и у продукцији Београдског драмског позоришта (за период 1.9.2009-31.08.2011)[2];
5. Горан Јевтић за улогу Роџера/Гарија у представи Иза кулиса Мајкла Фрејна, у режији Југа Радивојевића и у продукцији Позоришта „Бошко Буха“ из Београда (за период 1.9.2011-31.08.2013)[3];
6. Олга Одановић за улогу Мајка-Јање у представи Бела кафа Александра Поповића, у режији Милана Нешковића и у продукцији Народног позоришта у Београду.(за период 1.9.2013-31.8.2015)[4][5];
7. Милош Ђорђевић за улогу Алексе Жуњића у представи Сумњиво лице Бранислава Нушића, у режији Андраша Урбана и у продукцији Народног позоришта у Београду и за улогу Рубеоле у представи Удај се мушки Дуње Петровић, у режији Марије Липковски и у продукцији Испад-центра за интерактивну уметност Београд (за период 1.9.2015-31.8.2017);
8. Нела Михаиловић за улогу Данице Чворовић у представи Балкански шпијун Душана Ковачевића, у режији Татјане Мандић Ригонат и у продукцији Народног позоришта у Београду (за период 1.9.2017-31.8.2019);
9. Миња Пековић за улогу Миље Бушатлије у представи Кус петлић Александра Поповића, у режији Милана Нешковића и продукцији Драме на српском језику Народног позоришта у Суботици. (за период 1.9.2019-31.8.2021)[6];
10. Сања Марковић за улогу Цмиље у представи Чудо у Шаргану Љубомира Симовића, у режији Јагоша Марковића и у продукцији Југословенског драмског позоришта (за период 1.9.2021-31.8.2023)[7];